# Переулок Крылова (Санкт-Петербург)
Переулок Крыло́ва — переулок в Центральном районе Санкт-Петербурга. Проходит от Садовой улицы до площади Островского.

## История
Первоначально с 1767 года назывался Аничков переулок (от Садовой улицы до реки Фонтанки), название дано по Аничковой слободе. С 1801 года — Толмазов переулок, происходит от фамилии домовладельца. Участок от Фонтанки до площади Островского упразднён 7 июня 1881 года.
Современное название переулок Крылова получил в 1940-е годы в честь русского баснописца И. А. Крылова, в связи с тем, что в переулок выходит здание Публичной библиотеки, в котором он работал.

## Достопримечательности
- Гостиница «Mini-Mani» (дом 2)
- Управление по налоговым преступлениям УМВД по СПб и ЛО (дом 3)

### Российская национальная библиотека (дом 4)

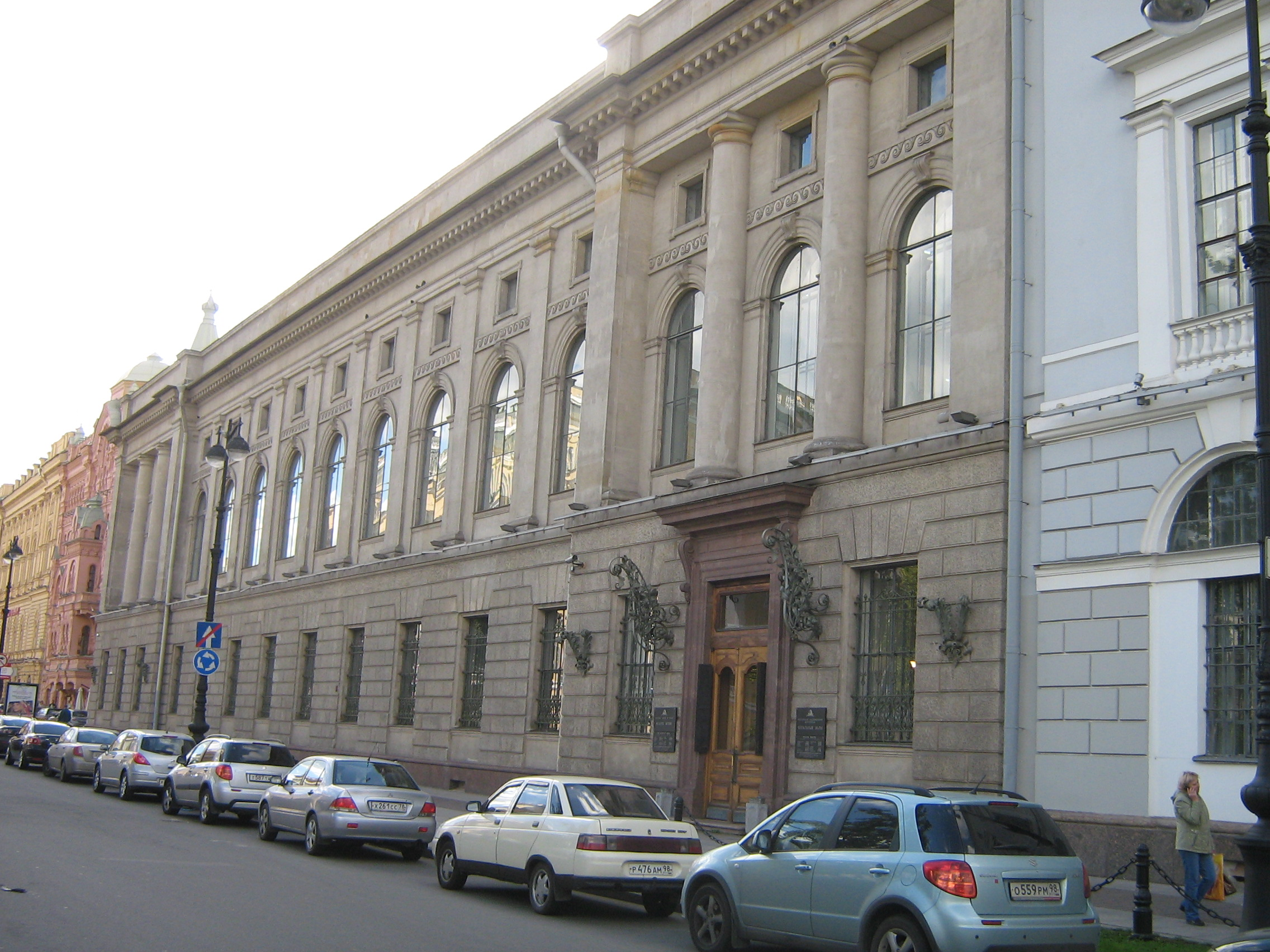
Российская национальная библиотека, фасад, выходящий на площадь Островского

В 1796—1801 годах на углу Невского проспекта и Садовой улицы по проекту архитектора Е. Т. Соколова было сооружено первое здание Публичной библиотеки. В 1828—1832 годаx архитектор Карл Росси искусно пристроил к этому зданию новый корпус библиотеки, создав гармонически целое сооружение. Его 18-колонный фасад (протяжённостью 90 м), обращённый к площади Островского, обильно декорирован скульптурой. В лоджиях между колоннами поставлены статуи учёных, философов, ораторов, поэтов древности: Гомера, Платона, Евклида, Еврипида, Гиппократа, Демосфена, Вергилия, Тацита, Цицерона и Геродота. Венчает фасад фигура богини мудрости Минервы. Скульптуры созданы по моделям С. С. Пименова, В. И. Демут-Малиновского, С. И. Гальберга, Н. А. Токарева и М. Г. Крылова. В 1896—1901 годы рядом с корпусом Росси по проекту архитектора Е. С. Воротилова было возведено третье библиотечное здание с читальным залом на 500 мест. Фасад его, обработанный «под гранит», заметно отличается от россиевских построек.
Сейчас[когда?] с площади Островского находится вход в читальные залы Российской национальной библиотеки. Являясь одной из крупнейших библиотек мира, она обладает самым полным собранием изданий на русском языке. В фондах библиотеки представлены издания по основным отраслям науки и техники на многих языках мира, сохраняются более 34 миллионов книг и документов.

### Дом Н. П. Басина(дом 7)

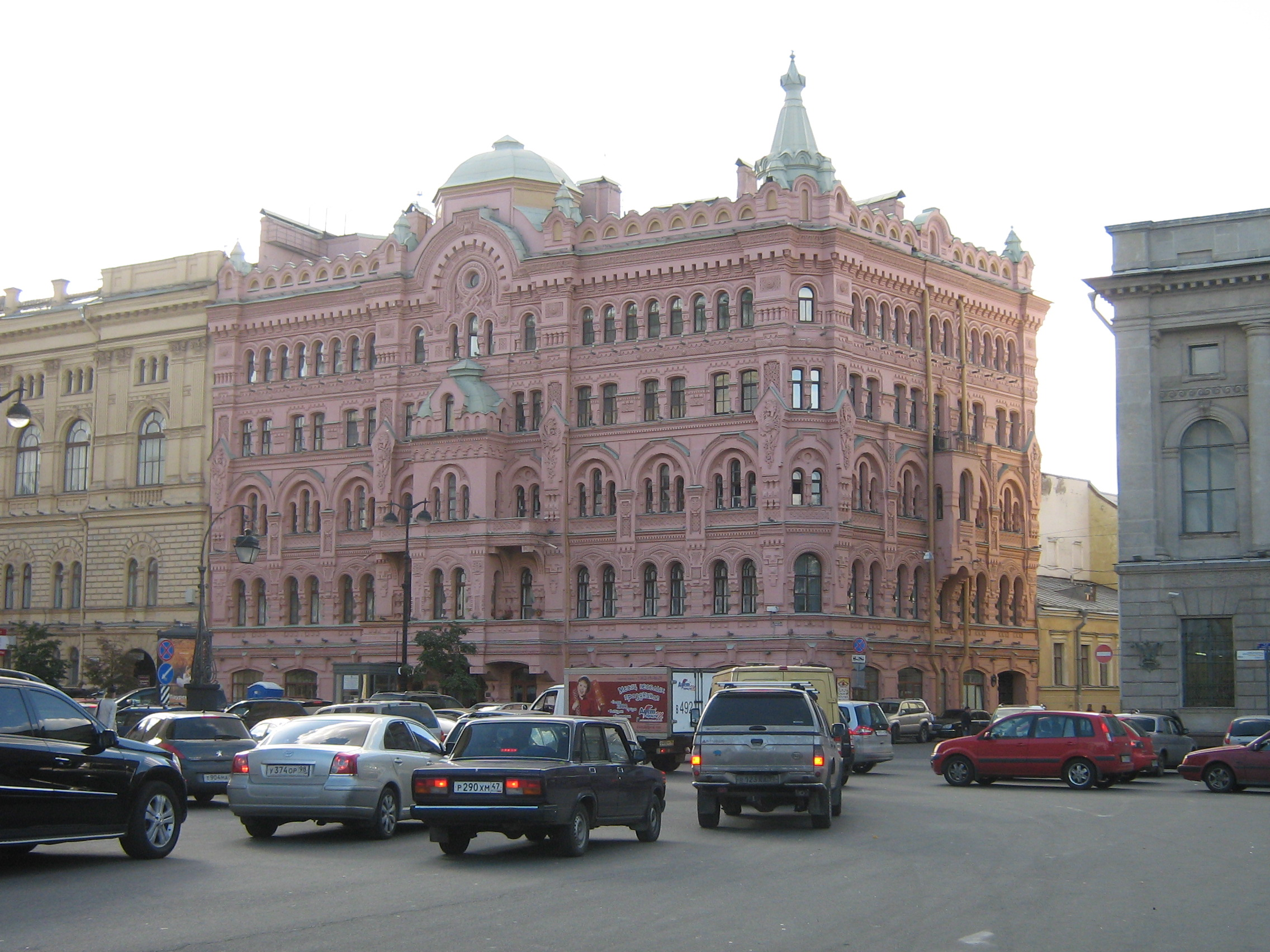
Дом Басина

Доходный дом архитектора Н. П. Басина, построенный в русском стиле в 1878—1879 годах по его собственному проекту при участии Н. Н. Никонова. Пятиэтажное здание с двумя фасадами, эркерами (особенно угловой), увенчанными башенками, придающими ему объёмность. Фасад выполнен со множеством деталей с разнообразными по рисунку окнами с резными «полотенцами», венчающими карниз кокошниками, сандриками, столбиками-кубышками. Все фасады щедро украшены лепниной, воспроизводящей декоративные мотивы русской деревянной резьбы и вышивки. Он является хрестоматийным примером игнорирования ансамбля Александринского театра, созданного в эпоху классицизма, так как живописный силуэт, насыщенность декора выделяют дом из окружающей застройки.
В отремонтированном доме сейчас живут представители творческой элиты Санкт-Петербурга: актёры и режиссёры.